# Hrafnkels saga Freysgoða

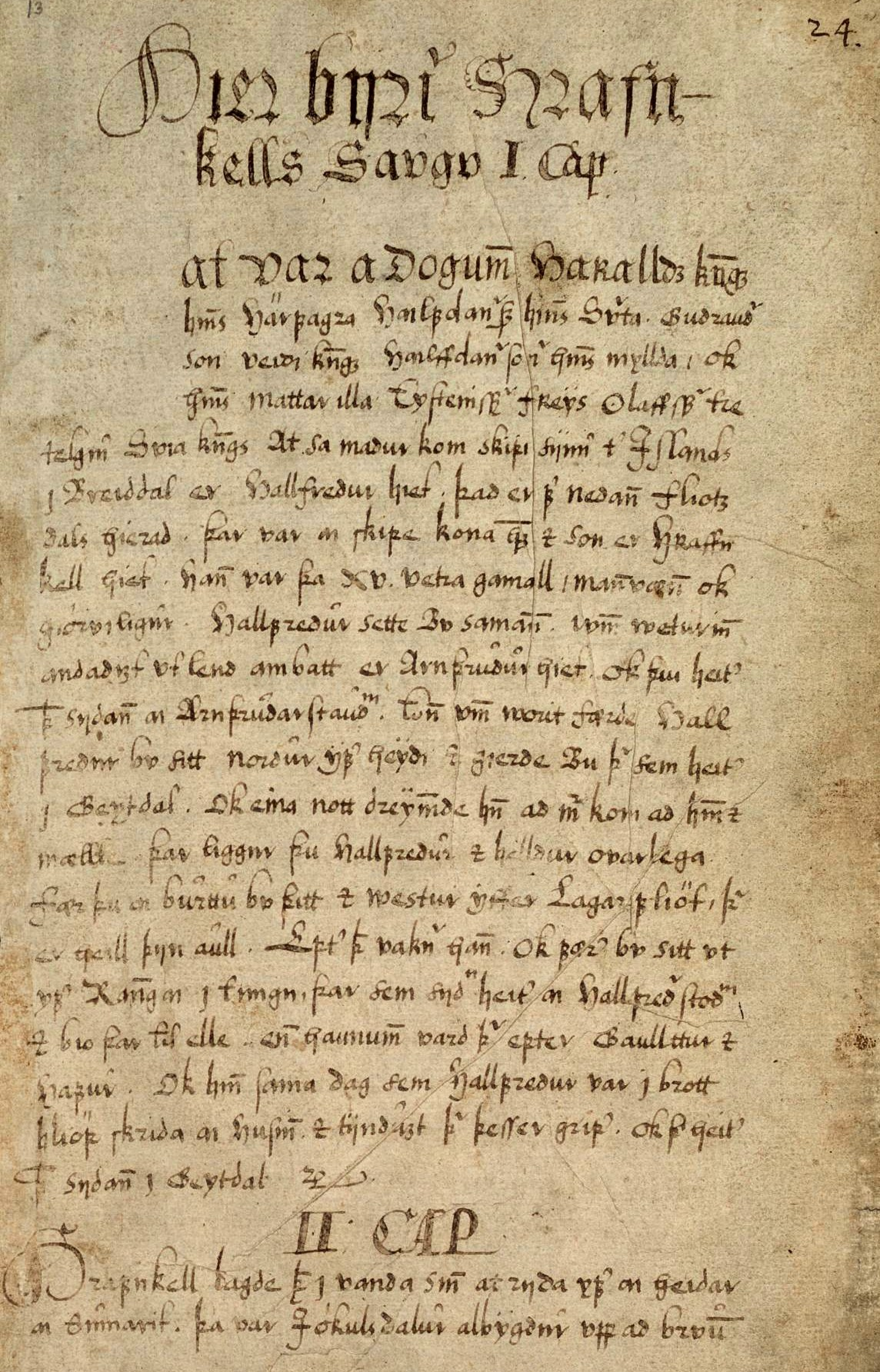
La prima pagina della Hrafnkels saga dal manoscritto dell'Istituto Árni Magnússon catalogato come AM 156 fol., uno dei manoscritti di saghe più importanti, datato intorno al XVII secolo

La Hrafnkels saga Freysgoða (ˈr̥apncɛls ˌsaːɣa, in italiano: Saga di Hrafnkell Sacerdote di Freyr), chiamata anche solo Hrafnkels saga, è una saga degli Islandesi scritta in norreno in Islanda tra la fine del XIII e l'inizio del XIV secolo da autore sconosciuto; la vicenda da essa narrata è ambientata nell'Islanda orientale del X secolo.
La saga narra delle lotte tra i capitani e gli agricoltori del periodo. Il protagonista ed eroe eponimo, Hrafnkell, comincia la sua carriera di fiero duellante e devoto sacerdote del dio Freyr, ma dopo aver sofferto sconfitte, umiliazioni e la distruzione del suo tempio, diventa ateo; il suo personaggio cambia e diventa più pacifico nelle sue relazioni con gli altri. Dopo una graduale ricostruzione della sua base di potere della durata di diversi anni, ottiene vendetta contro i suoi nemici e trascorre il resto della vita come un potente e rispettato capitano. La saga è stata interpretata come la storia di un uomo che giunge alla conclusione che le vere basi del potere non risiedono nel favore degli dei ma nella lealtà dei propri sottoposti.
La saga rimane ampiamente letta anche oggi ed è apprezzata per la sua struttura logica, la sua verosimiglianza e i suoi vividi personaggi.

## Sinossi

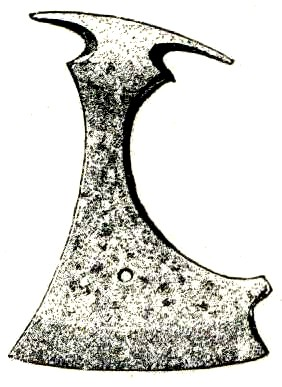
Questa testa d'ascia dell'età del ferro scoperta a Gotland potrebbe somigliare a quelle usate in Islanda nel X secolo

Dalla saga veniamo a conoscenza del norvegese Hallfreðr (che divenne uno dei primi colonizzatori dell'Islanda), che giunse sulla costa orientale intorno all'anno 900 con il suo figlio adolescente Hrafnkell, un giovanotto promettente. Hrafnkell era ambizioso, e presto con il permesso di suo padre stabilì una sua propria colonia; scelse una valle disabitata per la sua fattoria e la chiamò Aðalból ("Nobile casa"), e la valle ricevette successivamente il nome di Hrafnkelsdalr ("Valle di Hrafnkell"). Hrafnkell fece erigere anche un grande tempio e qui amministrava generose cerimonie sacrificali: dedicò i suoi migliori capi di bestiame al suo dio patrono Freyr, compreso il suo miglior cavallo, Freyfaxi, e dichiarò che avrebbe ucciso chiunque avesse cavalcato Freyfaxi senza il suo permesso. Per le sue attività religiose Hrafnkell divenne noto come Freysgoði ("Goði (=sacerdote) di Freyr"). Hrafnkell desiderava ardentemente il potere e presto si impose come capitano opprimendo la popolazione delle valli vicine; aveva una forte propensione al duello e non pagava mai il guidrigildo per le persone che uccideva.
A questo punto la saga introduce Einarr, un pastore di Hrafnkell. In un'occasione Einarr dovette adempiere ai propri doveri, ma ogni cavallo che avvicinava scappava via da lui, tranne Freyfaxi; così egli lo montò e lo cavalcò per tutto il giorno. Ma dopo che il cavallo fu cavalcato corse a casa ad Aðalból e cominciò a nitrire. Vedendo il suo cavallo sporco e madido di sudore, Hrafnkell comprese cos'era accaduto; cavalcò indietro con la sua ascia e uccise a malincuore Einarr per adempiere al proprio giuramento.

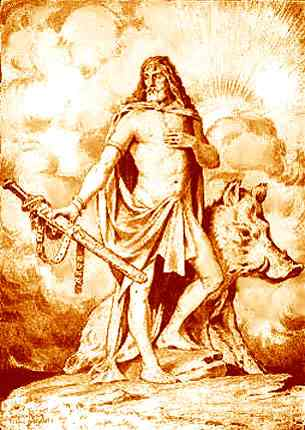
Sebbene il dio norreno Freyr sia il dio patrono di Hrafnkell, la saga contiene pochi elementi soprannaturali

Il padre di Einarr, Þorbjörn, sconvolto dalla morte del figlio, si recò da Hrafnkell per chiedere un risarcimento. Hrafnkell gli disse che non avrebbe pagato un guidrigildo per nessuno; tuttavia egli pensava che questa uccisione fosse tra le peggiori che avesse compiuto, e si preparò a fare ammenda; fece perciò a Þorbjörn l'apparentemente generosa offerta di prendersi cura di lui per il resto dei suoi giorni. Þorbjörn tuttavia non voleva nulla di meno di un accordo formale tra pari; dopo il rifiuto di ciò da parte di Hrafnkell, Þorbjörn cominciò a cercare un altro modo per ottenere soddisfazione. La legge dello Stato libero d'Islanda garantiva ad ogni uomo libero la stessa libertà, ma poiché non esisteva alcun potere esecutivo centrale un uomo comune avrebbe avuto difficoltà a perseguire un capitano. Gli serviva almeno l'appoggio di un altro capitano, sia per il difficile iter burocratico spesso necessario, sia, in caso di successo con l'assemblea, per un successivo rafforzamento del verdetto.

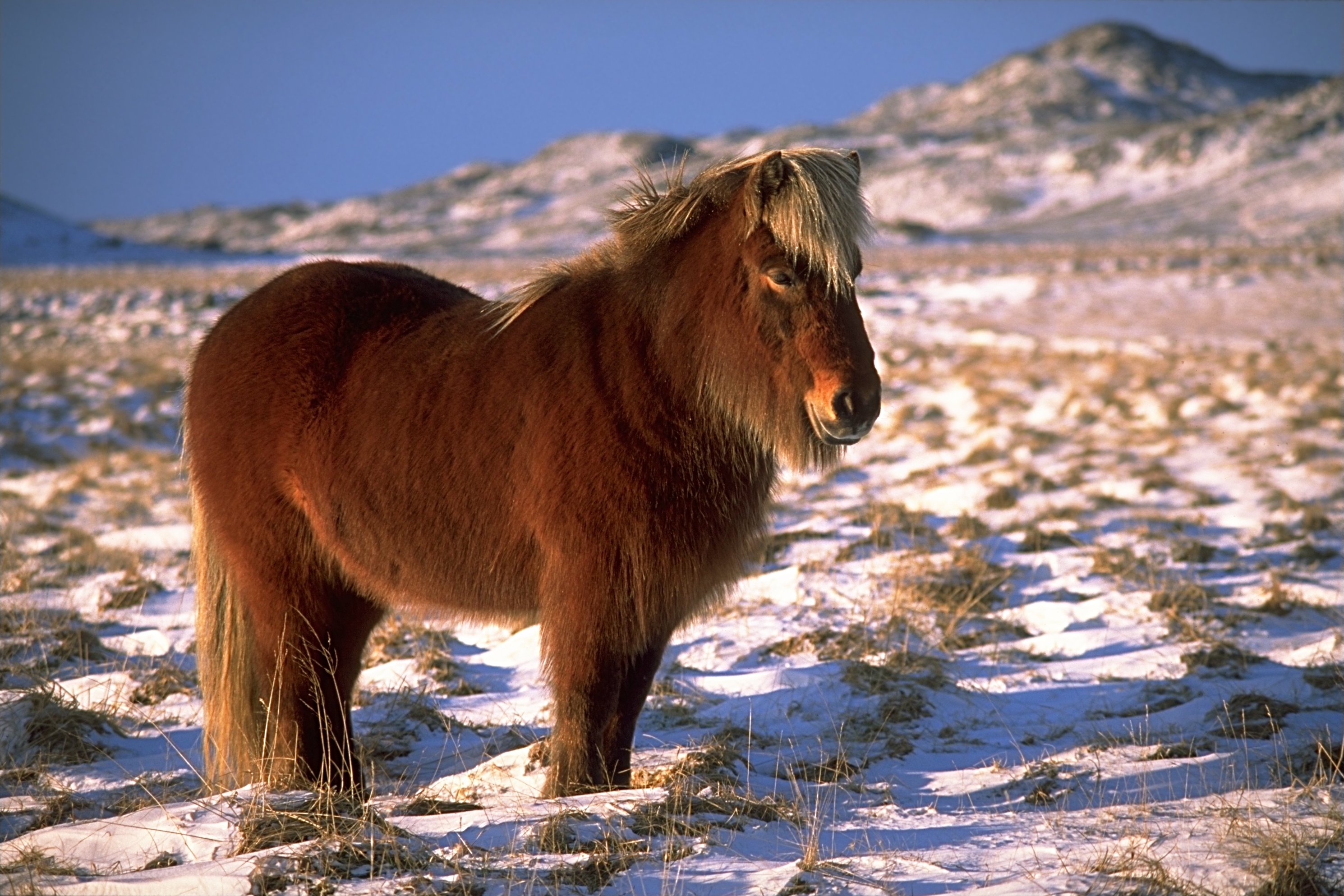
I coloni scandinavi portarono i cavalli in Islanda, ed essi appaiono in numerose saghe; il cavallo islandese è rimasto isolato fin dal Medioevo e si differenziò dal suo parente continentale grazie alla selezione naturale

Þorbjörn cercò l'appoggio di suo fratello Bjarni, ma quest'ultimo non volle essere coinvolto in una disputa col potente Hrafnkell. Þorbjörn si recò perciò dal figlio di Bjarni, Sámr; anche questi dapprima consigliò a Þorbjörn di accettare l'offerta di Hrafnkell, ma Þorbjörn rimase irremovibile. Sámr non aveva alcun desiderio di unirsi alla disputa, ma dopo che suo zio divenne commovente accettò con riluttanza; Sámr accettò formalmente il caso da Þorbjörn cosicché divenne ufficialmente il querelante.
Sámr iniziò a preparare la causa contro Hrafnkell e lo citò in giudizio nell'Alþingi nell'estate successiva; Hrafnkell giudicò la causa ridicola. Quando Sámr e Þorbjörn raggiunsero l'assemblea al Þingvellir scoprirono presto che nessun grande capitano volle aiutarli; l'emotivo Þorbjörn a quel punto volle arrendersi, ma Sámr insisté che dovevano proseguire in un modo o nell'altro.
Per una coincidenza Sámr e Þorbjörn incontrarono Þorkell, un giovane avventuriero proveniente dai Vestfirðir ("Fiordi Occidentali"); egli simpatizzò con la loro causa e li aiutò ad ottenere il supporto di suo fratello Þorgeirr, un potente capitano. Col supporto di Þorgeirr, Sámr proseguì abilmente la causa; Hrafnkell venne dichiarato colpevole ed egli cavalcò fino a casa sua ad Aðalból. Sámr ora ebbe il potere di uccidere Hrafnkell e confiscare la sua proprietà, e così una mattina presto Sámr, aiutato da Þorgeirr e Þorkell, si recò ad Aðalból sorprendendo e catturando Hrafnkell mentre dormiva.
Sámr offrì a Hrafnkell due alternative: essere giustiziato all'istante, oppure vivere come subalterno di Sámr, privato dei suoi onori e della maggior parte delle sue proprietà; Hrafnkell scelse di vivere. Þorkell avvertì Sámr che si sarebbe pentito di aver risparmiato la vita a Hrafnkell. Sámr successivamente si trasferì ad Aðalból ed invitò le persone del luogo ad una festa, e queste lo accettarono come loro capitano.
Hrafnkell si costruì una nuova casa in un'altra valle. Il suo spirito e la sua ambizione rimanevano intatti, e dopo pochi anni di duro lavoro si era di nuovo fatto conoscere come contadino rispettabile. Þorkell e Þorgeirr decisero di "consegnare Freyfaxi al suo proprietario" e lo buttarono giù da una collina, incendiando anche il tempio di Hrafnkell. Dopo aver sentito queste cose Hrafnkell commentò: Penso che sia folle aver fede negli dei, e non compì alcun altro sacrificio. I suoi modi migliorarono e divenne molto più gentile con i suoi sottoposti; in questa maniera si riguadagnò popolarità e lealtà.
Dopo sei anni di pace, Hrafnkell decise che il tempo della vendetta era ormai giunto. Ricevette notizia che il fratello di Sámr, Eyvindr, stava viaggiando lì vicino con alcuni compagni, e riunì i suoi propri uomoini per andare ad attaccarlo; Sámr ebbe notizia della battaglia e vi galoppò immediatamente con un piccolo rinforzo per aiutare suo fratello, ma arrivò troppo tardi.
La mattina seguente Hrafnkell sorprese Sámr mentre dormiva e gli offerse una scelta simile a quella che aveva da lui ricevuto sei anni prima, senza pagare un guidrigildo per Eyvindr. Come Hrafnkell, anche Sámr scelse di vivere; allora Hrafnkell si trasferì ad Aðalból, la sua vecchia residenza, e riassunse la carica di comandante. Sámr cavalcò verso ovest e cercò nuovamente l'appoggio di Þorkell e Þorgeirr, ma quelli gli dissero che poteva solo piangere la sua sfortuna, che avrebbe dovuto uccidere Hrafnkell quando ne aveva avuto l'occasione, e che non avrebbero più sostenuto Sámr in un'altra disputa con Hrafnkell, ma gli offrirono di trasferirsi a casa loro nella loro regione; Sámr rifiutò e tornò a casa, e lì visse come un sottoposto di Hrafnkell per il resto dei suoi giorni, senza mai avere vendetta. Hrafnkell invece visse come un capo rispettato fino alla sua pacifica morte; i suoi figli divennero a loro volta capitani dopo la sua morte.

## Storia della saga

### Conservazione
L'autore della Hrafnkels saga rimane completamente sconosciuto. Il testo non lo nomina, né lo fa ogni altra fonte rimasta. Tuttavia egli fu sicuramente un islandese, e probabilmente visse presso l'area che fece da sfondo agli eventi della saga.
Anche l'esatto periodo di pubblicazione rimane un mistero, ma il più probabile sembra la fine del XIII secolo. I manoscritti più antichi esistenti utilizzano pergamena di vitello della prima metà del XV secolo, ma sfortunatamente ci rimane una sola pagina; si sono preservate copie cartacee del manoscritto completo dell'intera saga. La parte ancora esistente del manoscritto su pelle sembra contenere una riproduzione della versione originale della saga. In ogni caso, essa sembra ben conservatasi, con poche riscritture ed errori accidentali.
C'è una classe di manoscritti cartacei (come l'AM 551c 4to. e l'AM 451 4to.) che contengono una versione leggermente diversa della saga, con alcune aggiunte, per la maggior parte di piccola entità. Gran parte degli studiosi l'hanno considerata proveniente dallo stesso manoscritto di pergamena delle altre, con alcune aggiunte dell'autore della Fljótsdæla saga (considerata la continuazione della Hrafnkels saga): perciò essi credono che il testo più breve sia il più vicino all'originale, e hanno dato scarsa attenzione alla versione estesa.

### Pubblicazioni
P. G. Þorsen e Konráð Gíslason pubblicarono per primi la saga a Copenaghen nel 1839. Altre importanti edizioni di studiosi includono quelle di J. Jakobsen nel 1902-1903 e quelle di Jón Jóhanneson nel 1950.
La saga ha visto molte edizioni popolari e molte traduzioni in varie lingue. L'edizione divulgativa pubblicata da Halldór Laxness nel 1942 fece scalpore per essere stata la prima ad usare l'alfabeto dell'islandese moderno per un testo in islandese antico: i denigratori della scelta la rigettarono condannandola come una perversione dell'originale; i suoi sostenitori ribatterono che l'alfabeto standard norreno era artificioso, distante dai manoscritti tanto quanto l'alfabeto moderno e inutilmente pesante per il lettore occasionale. Alla fine vinse la seconda visione, e le saghe da allora apparvero frequentemente utilizzando l'ortografia moderna.

### Attuale diffusione
Oggi la Hrafnkels saga rimane una delle saghe più lette. I lettori l'apprezzano specialmente per la linea narrativa logica e coerente; insieme alla sua brevità, questa qualità ne fa l'ideale prima lettura per i neofiti delle saghe norrene: essa è stata utilizzata come testo standard nelle scuole superiori islandesi e come testo introduttivo al linguaggio e alla cultura norrena. Sigurður Nordal la definì "una delle più perfette storie brevi della letteratura mondiale".

## Origini
Proprio gli attributi che rendono la Hrafnkels saga così accessibile sono serviti per dare vita a differenti teorie sulle origini delle saghe degli Islandesi. Gli stessi elementi sono talvolta serviti per supportare teorie molto differenti.

### Interpretazione storica
Alcuni commentatori hanno visto le saghe come grandi testimonianze storiche, preservate in forma orale per secoli finché non furono messe per iscritto da amanuensi scrupolosi. Soprattutto nel XIX secolo gli studiosi sposarono questa idea; essa divenne fuori moda intorno al 1940, sebbene molti dilettanti ancora la pensino così.
Molti vedono nella Hrafnkels saga il primo esempio di storia tramandatasi con accuratezza in forma orale. Essi trovano la saga plausibile, per vari motivi: i suoi personaggi hanno motivazioni logiche per le loro azioni, e queste ultime sono realistiche; il testo ha pochi elementi soprannaturali; è abbastanza breve e compatta per essere interamente plausibile nella sua versione orale. Inoltre il lettore moderno medio può probabilmente raccontare la storia accuratamente a sua volta dopo due o tre letture.
Ma l'interpretazione che vede la vicenda narrata come realmente accaduta ha alcune pecche. Quando la saga viene comparata con altre fonti dello stesso periodo, in particolare con il Landnámabók, si notano discrepanze: per esempio, il Landnámabók ci dice che Hrafnkell aveva un padre di nome Hrafn, ma la saga lo chiama Hallfreðr; anche quando la saga riporta le leggi del tempo mostra incongruenze con fonti più affidabili.

### Obiezioni di Nordal
Le incongruenze storiche ed altri problemi portarono Sigurður Nordal a scrivere il suo Hrafnkatla nel 1940, che scosse le fondamenta dell'interpretazione storica. Egli portò avanti le precedenti critiche alla saga e fornì dati in molti campi per sostenere i suoi dubbi sulla sua veridicità storica.
A parte i conflitti col Landnámabók e con le leggi del tempo, Sigurður afferma che la saga tratta scorrettamente di luoghi geografici; egli afferma che le valli utilizzate come apparente luogo di svolgimento degli eventi della storia non avrebbero mai permesso un così grande stanziamento di persone come la saga assume. Egli afferma anche che la collina presso Aðalból, presentato come il sito dell'uccisione di Freyfaxi, semplicemente non esiste.
Sigurður vede la convincente narrazione della saga e i realistici personaggi come prove del fatto che un singolo autore brillante compose la Hrafnkels saga. Secondo Sigurður l'autore si preoccupò poco dell'accuratezza storica, fino al punto che potrebbe aver utilizzato fonti storiche ma che le modificò a suo piacere per adattarle all'intreccio della vicenda che voleva scrivere.

### Interpretazione folkloristica
Un'altra scuola di pensiero riguardo alle origini delle saghe che ha avuto un ruolo predominante nella seconda metà del XX secolo enfatizza gli elementi folkloristici e la sopravvivenza in forma orale delle leggende per un lungo periodo di tempo.
In una certa maniera questo segnò un ritorno alla vecchia idea della conservazione orale delle saghe, ma i folkloristi non si basano necessariamente sull'accuratezza storica; essi applicano i metodi di ricerca moderni per determinare quali elementi di una storia sembrano adatti a durare e quali siano effimeri. La teoria suggerisce che il nucleo delle linee narrative delle saghe si preserva a lungo oralmente, mentre i dettagli (come i nomi di personaggi secondari) tendono a cambiare attraverso i secoli.
Lo studioso islandese Óskar Halldórsson scrisse un breve libro sulla Hrafnkels saga criticando la precedente opera di Sigurður Nordal. Secondo Óskar, dettagli come l'errato nome del padre di Hrafnkell non costituiscono una prova valida della visione della Hrafnkels saga come un racconto fantastico del XIII secolo; al contrario, Óskar prende questo elemento come conferma del fatto che la storia di Hrafnkell sopravvisse in maniera indipendente nell'Islanda orientale, e che si modificò in dettagli secondari molto dopo la composizione del Landnámabók.
Óskar fa risalire l'elemento di Freyfaxi fino alla venerazione dei cavalli presso le genti indoeuropee, e secondo lui questi temi mitici-folkloristici rafforzano la tesi della tradizione orale degli elementi della Hrafnkels saga fin dai tempi del paganesimo.

### Recenti vedute
La controversia sulla Hrafnkels saga rimane irrisolta. In un libro del 1988, Hermann Pálsson respinge nuovamente l'idea di una tradizione orale e cerca le origini della saga nelle idee-guida europee medievali. Con una rottura rispetto agli studi precedenti, Hermann basò le sue ricerche sulla versione estesa della saga.
Jón Hnefill Aðalsteinsson, nel suo libro del 2000 sulla saga, enfatizza i suoi elementi paganeggianti. Pur riconoscendo che gran parte della linea narrativa rappresenta probabilmente un racconto fantastico del XIII secolo, Jón Hnefill vede prove della trasmissione orale in alcuni aspetti della storia come i sacrifici di Hrafnkell e il comportamento di Freyfaxi.
Jónas Kristjánsson, nel suo libro del 1988, riassume le discussioni sulla Hrafnkels saga Freysgoða dicendo che il grande interesse per essa "ha portato a considerazioni più profonde su altri testi... Essa è diventata un precedente, il classico esempio, nella questione delle reazioni tra rozzo racconto in forma orale e colti autori letti ampiamente, tra atteggiamenti pragmatici indigeni ed etica cristiana importata".